# Ekwiprobabilizm
Ekwiprobabilizm (z łac. aequus – równy i probabilis – prawdopodobny) – system etyczny stwierdzający, że przy stosowaniu zasad moralnych w konkretnych sytuacjach należy wybierać możliwość bardziej albo przynajmniej równie prawdopodobną, co przeciwna.
Twórcą tej doktryny jest św. Alfons Maria Liguori. Powstała ona w wyniku kompromisu między probabilizmem a probabilioryzmem. Pozostaje ona w opozycji zarówno do tucjoryzmu, jak i laksyzmu (oba potępione przez Watykan). Założyciel redemptorystów wyłożył ją w swoim słynnym podręczniku Theologia moralis (1748), który stał się de facto oficjalną wykładnią nauczania Kościoła katolickiego. Jej zwolennicy popierali jednocześnie kult serca Jezusowego i miłosierdzia Bożego oraz stawiali penitentom podczas spowiedzi łagodne wymagania.